# Giedrė Šlekytė
Giedrė Šlekytė, née en 1989 à Vilnius, est une cheffe d'orchestre lituanienne.

## Formation
Née en 1989 à Vilnius, Giedrė Šlekytė est fille d'un mathématicien et d'une dentiste, dans une famille où la musique ne constitue pas une passion particulière. Par l'intermédiaire de sa sœur, qui chante dans un chœur d'enfants, elle est repérée pour sa voix.
Giedrė Šlekytė étudie la direction, d'abord à l'école nationale artistique lituanienne, puis à l'Université de musique et d'art dramatique de Graz (de) avec Johannes Prinz et Martin Sieghart,.

## Direction et distinctions
Giedrė Šlekytė a dirigé les orchestres de Dresde, Leipzig, Zurich, Bâle, de Radio France, ainsi que l'orchestre symphonique national de Lituanie,. Le 14 juin 2018, elle dirige pour la première fois un orchestre de son pays natal, l'Orchestre symphonique national de Lituanie.
Selon les premières critiques entre 2015 et 2020, Giedrė Šlekytė « dirige […] de main de maître » et « devrait très vite s'imposer comme l'une des interprètes les plus recherchées de sa génération ». Par contre, son interprétation de Rienzi en février 2020 avec l'orchestre national de Lorraine est critiquée pour son « clinquant », et en particulier le choix d'amplifier les contrastes entre mouvements de l'œuvre.
Giedre Šlekyte est nommée pour le Young Conductors Award du festival de Salzbourg en 2015 ; elle est également primée au concours international de direction de Malko (en) en 2015.
Le 17 mai 2022, le critique musical Albert Ferrer Flamarich juge que la Troisième symphonie de Bruckner a révélé « un chef aux idées et au geste très clairs, qui sait allier raffinement dans le détail et vigueur dans l'ensemble, [qui] a du style et possède un son ductile et vibrant, […] sans aucun doute, un nom avec lequel il faut compter et [qui] a donné l'une des meilleures performances de l'Orchestre symphonique de Barcelone ».